# Rubus brasiliensis
Rubus brasiliensis är en rosväxtart som beskrevs av Carl Friedrich Philipp von Martius. Rubus brasiliensis ingår i släktet rubusar, och familjen rosväxter. Utöver nominatformen finns också underarten R. b. organensis.